# 欧内斯特·W·吉布森
欧内斯特·威拉德·吉布森（英語：Ernest Willard Gibson，1871年12月29日—1940年6月20日）是美国佛蒙特州共和党籍政治人物及律师，曾任联邦众议院和联邦参议院议员。

## 早年生活
吉布森于1871年12月29日出生在佛蒙特州的伦敦德里，是萨维尔·斯托威尔和威廉·L·吉布森的儿子。他就读并毕业于当地学校黑河学院，班上的同学包括还卡尔文·柯立芝。他于1894年毕业于诺威奇大学，在这里他获得理学学士学位并加入了塔奇兄弟会。1896年，他又获得了诺威奇大学的文学硕士学位。吉布森曾师从埃雷泽·L·沃特曼和詹姆斯·洛伦·马丁学习法律，并曾就读于密歇根大学法学院，1899年通过律师资格考试。

## 早年职业生涯
吉布森从1894年到1898年担任切斯特高中的校长。1895年至1898年期间，他还担任切斯特村的村务委员。他从1899年到1909年以及从1919年到1935年担任诺威奇大学的校董，并曾担任校董会副主席。吉布森于1926年获得诺威奇大学的荣誉法学博士学位。
吉布森是共和党人，成为律师后在布拉特尔伯勒执业，并担任过温德姆县遗嘱登记官和佛蒙特联邦地区法院的副书记员。1904年到1911年间，他还在诺威奇大学讲授宪法法律课程。
吉布森于1906年当选为佛蒙特州众议院议员，后于1908年当选为佛蒙特州参议院议员并出任临时议长。
1906年至1910年，吉布森担任布拉特尔伯勒市法院法官。1910年，他试图获得副州长选举共和党提名，但未成功。
吉布森是佛蒙特州进步运动的领军人物，最终促成了佛蒙特州共和党内独立派系艾肯-吉布森派的形成。此派系比党内的主流派更偏向自由主义，而主流派长期由一些保守的商业利益集团主导，包括圣奥尔本斯的史密斯家族、圣约翰斯堡的费尔班克斯家族以及普罗克托的普罗克特家族等。尽管持有进步派观点，吉布森却始终忠于共和党，并致力于将持有相似观点的佛蒙特州人留在党内。因此他于1912年作为代表参加了共和党全国代表大会。
吉布森从1919年到1921年担任温德姆县地方檢察官，并在1921年担任詹姆斯·哈特尼斯州长的民事和军事事务秘书（即首席助理）。

## 军旅生涯
1899年至1908年，吉布森在佛蒙特州国民警卫队服役。他最初以列兵身份入伍，并于1901年晋升为上尉。1906年至1908年，他以上校身份在佛蒙特州州长弗莱彻·D·普罗克特的幕僚团队中任职。
他于1915年至1923年再次服役。作为上尉加入了佛蒙特州第一步兵团，并参与了1915年和1916年的潘乔·维拉远征。吉布森还参加了第一次世界大战。作为上尉兼佛蒙特州第一步兵团I连的指挥官（该团后来被联邦化为第57先锋步兵团），他先后在南卡罗来纳州的巴特利特营、格林营和瓦兹沃斯营服役，并于1918年9月启程前往法国。第57先锋步兵团为第83师提供了替补兵员，而吉布森和少数士兵则留下来重新组织该团，并为其即将部署到前线做准备。然而在该团动身之前，停战协议已签署，吉布森因此返回美国。战争结束时他驻扎在德文斯营，并于1919年3月荣誉退役。此后吉布森继续服役于国民警卫队，直至当选国会议员后以上校身份退休。

## 联邦众议院
1923年11月，吉布森当选为美国众议院议员（第六十八届美国国会），填补了波特·H·戴尔因辞去佛蒙特州第二国会选区议席去担任美国参议员而产生的空缺。他在第六十九届国会以及随后的四届国会中连任，任职时间为1923年11月6日到1933年10月19日辞职。在众议院任期内，吉布森曾担任第六十九届国会财政部开支委员会主席以及第七十一届国会领土委员会主席。

## 联邦参议院
1933年11月，吉布森被任命为美国参议员，填补了波特·H·戴尔去世后留下的空缺。他于1934年特别选举当选，得以完成戴尔的任期，后并于1938年再次当选并赢得完整的参议员任期。吉布森从1933年11月21日开始在参议院任职，直到1940年6月20日去世。他去世于华盛顿特区，死后被安葬在布拉特尔伯勒的晨曦公墓。

## 家庭
吉布森于1896年11月25日与格蕾丝·富勒顿·哈德利结婚。他们育有四个孩子，分别是弗兰克·哈德利·吉布森（1899–1922）、小欧内斯特·威廉·吉布森（1901–1969）、多丽丝·吉布森（1903–1947）和普雷斯顿·富勒顿·吉布森（1908–1955）。普雷斯顿·F·吉布森是一名律师，活跃于共和党政坛，并曾担任布拉特尔伯勒市法院法官。
小欧内斯特·吉布森曾在其父死后获指派短暂继任联邦参议员职务，后担任佛蒙特州州长以及佛蒙特联邦地区法院法官。他的儿子欧内斯特·W·吉布森三世曾担任佛蒙特州最高法院大法官。